# Amr ibn al-As
ˤAmr ibn al-ˤĀss (arabiska: عمرو بن العاص), född c. 583, död 6 januari 664, var en arabisk härförare, politiker och organisatör.
Amr var samtida med Muhammed och slöt sig till honom 630. Han erövrade under kalif Abu Bakr Palestina 633 och under kalif Omar Egypten 640–642. I Egypten ordnade han med förvaltningen och anlade staden Fustat som dess huvudstad. I dess centrum byggde han Amr ibn al-As-moskén, vilket var den första moskén i Egypten. Under Muawiyas strid med kalifen Ali tog han parti för den förstnämnde, och i slaget vid Siffin 657 räddade han honom genom en list från nederlag. Därefter blev han till sin död ståthållare över Egypten.